# CRF
CRF (chromatographic response function) – określenie współczynnika charakteryzującego w sposób ilościowy rozdział substancji chemicznych w chromatografii. Współczynnik ten jest definiowany jako różnego rodzaju funkcje pewnych obserwowanych cech rozdzielenia. Postać funkcji jest dostosowana do metody chromatograficznej.
Współczynniki CRF stosowane są do wyboru najlepszych układów chromatograficznych, zarówno spośród zestawu układów eksperymentalnych (już wykonanych), jak i całej serii układów symulowanych (projektowanych). Do tej pory zaproponowano wiele różnorodnych współczynników CRF, mających szeroki wachlarz różnych zastosowań i charakterystycznych cech.
W przypadku wysokosprawnej chromatografii cieczowej funkcje CRF obliczane są z wielu parametrów, takich jak położenie piku (czas retencji), jego szerokość, asymetria itd. W przypadku chromatografii planarnej zadaniem CRF jest najczęściej ilościowe scharakteryzowanie równomiernego rozmieszczenia plamek na płytce chromatograficznej poprzez porównanie ich wartości Rf. Najlepszym przykładem jest równomierne rozmieszczenie tych wartości w przedziale <0,1>, np. 0,25, 0,5 i 0,75 dla 3 rozdzielanych substancji.

## Przykłady CRF w chromatografii planarnej
Najwcześniej jako CRF stosowano minimalną różnicę Rf między sąsiednimi plamkami, określaną jako {\displaystyle \Delta R_{F},} a następnie iloczyn takich różnic (tzw. {\displaystyle \Delta R_{F}}-product).
Na podstawie tych różnic sformułowano dwie bardziej złożone funkcje:
- Multispot response function, MRF[2] Zawiera się w granicach <0,1>; 0 oznacza brak rozdziału, 1 sytuację najlepszą. Wartości L i U oznaczają dolną i górną granicę akceptowalnych RF.

{\displaystyle MRF={\frac {(U-hR_{Fn})(hR_{F1}-L)\prod _{i=1}^{n-1}(hR_{Fi+1}-hR_{Fi})}{[(U-L)/(n+1)]^{n+1}}}}
- Współczynnik dystansu, retention distance[3]

{\displaystyle R_{D}={\Bigg [}(n+1)^{(n+1)}\prod _{i=0}^{n}{(R_{F(i+1)}-R_{Fi}){\Bigg ]}^{\frac {1}{n}}}}
Drugą grupę stanowią współczynniki bazujące na różnicach pomiędzy pojedynczymi wartościami RF a idealnymi wartościami. Nie są wrażliwe na brak rozdziału dwóch spośród wielu substancji. Wszystkie (oprócz RU) są równe zeru w najlepszym razie, zwiększają się wraz z odstępstwem od idealnego rozmieszczenia. RU zawiera się w przedziale <0,1>i ma znaczenie analogiczne do RD.
Są to:
- Separation response[4]

{\displaystyle D={\sqrt {\sum _{i=1}^{n}\left(R_{Fi}-{\frac {i-1}{n-1}}\right)}}}
- Performance index[5]

{\displaystyle I_{p}={\sqrt {\frac {\sum (\Delta hR_{Fi}-\Delta hR_{Ft})^{2}}{n(n+1)}}}}
- Informational entropy[6]

{\displaystyle s_{m}={\sqrt {\frac {\sum (\Delta hR_{Fi}-\Delta hR_{Ft})^{2}}{n+1}}}}
- Współczynnik równomierności, retention uniformity[3]

{\displaystyle R_{U}=1-{\sqrt {{\frac {6(n+1)}{n(2n+1)}}\sum _{i=1}^{n}{\left(R_{Fi}-{\frac {i}{n+1}}\right)^{2}}}}}
W powyższych wzorach {\displaystyle n} oznacza liczbę rozdzielanych związków, {\displaystyle R_{f(1\dots n)}} to wartości Rf posortowane w porządku niemalejącym, dodatkowo w przypadku RD {\displaystyle R_{f0}=0} i {\displaystyle R_{f(n+1)}=1.}